# Xã Saline, Quận Madison, Illinois
Xã Saline (tiếng Anh: Saline Township) là một xã thuộc quận Madison, tiểu bang Illinois, Hoa Kỳ. Năm 2010, dân số của xã này là 6.321 người.